# Клаудия Джесъп
Клаудия Джесъп (на английски: Claudia Jessup) е американска писателка на произведения в жанра любовен роман. Пише под псевдонима Мередит Рич (на английски: Meredith Rich).

## Биография и творчество
Клаудия Джесъп е родена на 31 декември 1943 г. във Вирджиния, САЩ, в семейството на Джеймс и Клод Джесъп.
Работи като журналист и редактор на документални книги. Първата ѝ книга „Supergirls; the autobiography of an outrageous business“ е публикувана през 1972 г.
Първият ѝ любовен роман „Голата истина“ е публикуван през 1980 г. Главната героиня Джен Франсис е млада и весела жена, която се бори да успее в сферата на парфюмната индустрия. През 1982 г. романът е екранизиран в едноименния телевизионен филм Bare Essence с участието на Брус Болейнер, Линда Евънс и Джен Франсис. През 1983 г. по романа е направен едноименен мини сериал с участието на Джен Франсис, Иън Макшейн и Дженифър О'Нийл.
Клаудия Джесъп е омъжена за писателя и автор на политически карикатури Джонатан Ричардс. Имат две дъщери – Индиа и Алекс. Алекс Ричардс също е писателка. Живеят в Ню Йорк преди да се преместят в Санта Фе.
През 2005 г. е диагностицирана със заболяването „множествена миелома“ – рак, който засяга плазмените клетки. Претърпява химиотерапия и присаждане на стволови клетки.

## Произведения

### Самостоятелни романи
- Bare Essence (1980)
Голата истина, изд.: ИК „Компас“, Варна (1999), прев. Антоанета Дончева
- Virginia Clay (1982)
- Little Sins (1985)
Малки грехове, изд.: ИК „Компас“, Варна (1998), прев. Мария Цочева
- Bijoux (1989)
Бижу, изд.: ИК „Компас“, Варна (1997), прев. Иглика Стойнешка
- Tender Offerings (1994)
Предпазлива оферта, изд.: ИК „Компас“, Варна (1996), прев. Иглика Стойнешка

### Документалистика – като Клаудия Джесъп
- Supergirls; the autobiography of an outrageous business (1972)
- The Woman's Guide to Starting a Business (1976) – с Джени Чипс
- Inner Outings: Adventures in Journal Writing (2002) – с Чарлин Гейс

### Екранизации
- 1982 Bare Essence – тв филм
- 1983 Bare Essence – тв сериал, 11 епизода